# ハリー・シャム・ジュニア
ハリー・シャム・ジュニア（Harry Shum, Jr.、岑勇康, 1982年4月28日 - ）はコスタリカ出身の俳優・ダンサー・振付師・歌手。フォックス放送のドラマ『glee/グリー』のマイク・チャン役で知られる。香港系アメリカ人。

## 来歴
コスタリカのリモンにて誕生。母親は香港出身で父親は中国広州市出身。両親がコスタリカへ移住後、二人の姉とハリーは生まれた。6歳の時に家族揃ってアメリカのサンフランシスコへ移住。したがって中国語や英語を話す前にスペイン語を最初に覚えたとの事。ジニュワイン、Dru Hill、アッシャーなどのヒップホップ系ダンスに憧れダンスをするようになり、その後ジーン・ケリーやマイケル・ジャクソンなどのダンスアイコンに影響される。高校在学中からダンスチームを組み、卒業後もサンフランシスコにて活動。
2002年にブラック・エンターテインメント・テレビジョンで放映されたComic Viewに唯一の男性ダンサーとして抜擢されキャリアをスタート。その他ビヨンセ、マライア・キャリー、ジェニファー・ロペス、ジェシカ・シンプソンなどのバックダンサーも務める。またiPodのCMも全米では話題になった。その後2009年に『glee/グリー』に出演が決まる。シーズン1ではゲスト出演的な扱いだったが、シーズン2ではティナとのロマンスなどでも出演シーンが増え、シーズン3ではレギュラーに昇格し歌も披露している。
2014年、マーティン・スコセッシが製作総指揮を務め、アンドリュー・ラウが監督した映画『リベンジ・オブ・ザ・グリーン・ドラゴン』に出演。2016年には『グリーン・デスティニー』の続編である『Crouching Tiger Hidden Dragon: ソード・オブ・デスティニー』が、ネットフリックスのオリジナル作品として、日本を含む世界に同時にストリーミング配信され、中国大陸においてはIMAXシアターで3Dが劇場公開された。

## 私生活
2015年、婚約者である女優のシェルビー・ラバラとコスタリカで結婚した。

## 出演作
| 映画           | 映画 | 映画 |
| -------------- | --- | ---- |
| 2004           | You Got Served                                                                                             |      |
| 2007           | Stomp the Yard                                                                                             |      |
| 2008           | The Onion Movie                                                                                            |      |
| 2008           | ステップ・アップ2:ザ・ストリート Step Up 2: The Streets                                                    |      |
| 2008           | センターステージ2 ダンス・インスピレーション！ Center Stage: Turn It Up                                    |      |
| 2010           | マイファミリー・ウェディング Our Family Wedding                                                            |      |
| 2010           | Step Up 3D                                                                                                 |      |
| 2011           | 3 Minutes                                                                                                  |      |
| 2011           | glee/グリー ザ・コンサート 3Dムービー Glee: The 3D Concert Movie                                           |      |
| 2014           | 大人の女子会・ナイトアウト Moms' Night Out                                                                 |      |
| 2014           | リベンジ・オブ・ザ・グリーン・ドラゴン Revenge of the Green Dragons                                        |      |
| 2016           | Crouching Tiger Hidden Dragon: ソード・オブ・デスティニー Crouching Tiger, Hidden Dragon: Sword of Destiny |      |
| 2018           | クレイジー・リッチ! Crazy Rich Asians                                                                      |      |
| 2019           | 大脱出3 Escape Plan: The Extractors                                                                        |      |
| 2019           | BURN/バーン Burn                                                                                           |      |
| 2020           | オール・マイ・ライフ All My Life                                                                           |      |
| 2023           | エブリシング・エブリウェア・オール・アット・ワンス Everything Everywhere All at Once                       |      |
| テレビシリーズ | |      |
| 2003           | Boston Public                                                                                              |      |
| 2005           | Committed                                                                                                  |      |
| 2007           | Viva Laughlin                                                                                              |      |
| 2008           | Zoey 101                                                                                                   |      |
| 2008           | Rita Rocks                                                                                                 |      |
| 2008           | Greek |      |
| 2008           | iCarly/アイ・カーリー iCarly                                                                               |      |
| 2009 - 2015    | glee/グリー Glee                                                                                           |      |
| 2010           | The LXD: The Legion of Extraordinary Dancers                                                               |      |
| 2016           | シャドウハンター Shadowhunters：The Mortal Instruments                                                     |      |

## 外部サイト
- Harry Shum Jr (@HarryShumJr) - X（旧Twitter）
- Harry Shum Jr (@harryshumjr) - Instagram
- Harry Shum Jr. - IMDb（英語）